# Synodontis batensoda
Synodontis batensoda är en fiskart som beskrevs av Eduard Rüppell 1832. Synodontis batensoda ingår i släktet Synodontis och familjen Mochokidae. IUCN kategoriserar arten globalt som livskraftig. Inga underarter finns listade i Catalogue of Life.